# Guzmania corniculata
Guzmania corniculata är en gräsväxtart som beskrevs av Hans Edmund Luther. Guzmania corniculata ingår i släktet Guzmania och familjen Bromeliaceae. Inga underarter finns listade i Catalogue of Life.